# P2RY6
P2RY6 (P2Y purinoceptor 6) je protein koji je kod ljudi kodiran  genom.
Protein kodiran ovim genom pripada familiji G-protein spregnutih receptora, koji su preferentno aktivirani nukleotidima adenozina i uridina. Ovaj receptor je responzivan na UDP, parcijalno responzivan na UTP i ADP, i ne aktivira ga ATP. Poznate su četiri transkriptne varijante koje kodiraju istu izoformu gena.

## Literatura
1. ↑  Communi D, Parmentier M, Boeynaems JM (1996). „Cloning, functional expression and tissue distribution of the human P2Y6 receptor”. Biochem Biophys Res Commun. 222 (2): 303—8. PMID 8670200. doi:10.1006/bbrc.1996.0739.
2. 1 2  „Entrez Gene: P2RY6 pyrimidinergic receptor P2Y, G-protein coupled, 6”.

## Dodatna literatura
- Maier R, Glatz A, Mosbacher J, Bilbe G (1997). „Cloning of P2Y6 cDNAs and identification of a pseudogene: comparison of P2Y receptor subtype expression in bone and brain tissues.”. Biochem. Biophys. Res. Commun. 237 (2): 297—302. PMID 9268704. doi:10.1006/bbrc.1997.7135.
- Somers GR; Hammet F; Woollatt E;  . (1997). „Chromosomal localization of the human P2y6 purinoceptor gene and phylogenetic analysis of the P2y purinoceptor family.”. Genomics. 44 (1): 127—30. PMID 9286708. doi:10.1006/geno.1997.4841.
- Maier R, Glatz A, Mosbacher J, Bilbe G (1997). „Cloning of P2Y6 cDNAs and identification of a pseudogene: comparison of P2Y receptor subtype expression in bone and brain tissues.”. Biochem. Biophys. Res. Commun. 240 (2): 298—302. PMID 9412455.
- Pidlaoan LV; Jin J; Sandhu AK;  . (1998). „Colocalization of P2Y2 and P2Y6 receptor genes at human chromosome 11q13.3-14.1.”. Somat. Cell Mol. Genet. 23 (4): 291—6. PMID 9542531. doi:10.1007/BF02674420.
- Brinson AE, Harden TK (2001). „Differential regulation of the uridine nucleotide-activated P2Y4 and P2Y6 receptors. SER-333 and SER-334 in the carboxyl terminus are involved in agonist-dependent phosphorylation desensitization and internalization of the P2Y4 receptor.”. J. Biol. Chem. 276 (15): 11939—48. PMID 11114308. doi:10.1074/jbc.M009909200.
- Moore DJ; Chambers JK; Wahlin JP;  . (2001). „Expression pattern of human P2Y receptor subtypes: a quantitative reverse transcription-polymerase chain reaction study.”. Biochim. Biophys. Acta. 1521 (1-3): 107—19. PMID 11690642.
- Hou M; Harden TK; Kuhn CM;  . (2002). „UDP acts as a growth factor for vascular smooth muscle cells by activation of P2Y(6) receptors.”. Am. J. Physiol. Heart Circ. Physiol. 282 (2): H784—92. PMID 11788430. doi:10.1152/ajpheart.00997.2000.
- Loomis WH; Namiki S; Ostrom RS;  . (2003). „Hypertonic stress increases T cell interleukin-2 expression through a mechanism that involves ATP release, P2 receptor, and p38 MAPK activation.”. J. Biol. Chem. 278 (7): 4590—6. PMID 12464620. doi:10.1074/jbc.M207868200.
- Strausberg RL; Feingold EA; Grouse LH;  . (2003). „Generation and initial analysis of more than 15,000 full-length human and mouse cDNA sequences.”. Proc. Natl. Acad. Sci. U.S.A. 99 (26): 16899—903. PMC 139241 . PMID 12477932. doi:10.1073/pnas.242603899.
- Kim SG; Soltysiak KA; Gao ZG;  . (2003). „Tumor necrosis factor alpha-induced apoptosis in astrocytes is prevented by the activation of P2Y6, but not P2Y4 nucleotide receptors.”. Biochem. Pharmacol. 65 (6): 923—31. PMID 12623123. doi:10.1016/S0006-2952(02)01614-3.
- Schafer R, Sedehizade F, Welte T, Reiser G (2003). „ATP- and UTP-activated P2Y receptors differently regulate proliferation of human lung epithelial tumor cells.”. Am. J. Physiol. Lung Cell Mol. Physiol. 285 (2): L376—85. PMID 12691958. doi:10.1152/ajplung.00447.2002.
- Lee H; Choi BH; Suh BC;  . (2003). „Attenuation of signal flow from P2Y6 receptor by protein kinase C-alpha in SK-N-BE(2)C human neuroblastoma cells.”. J. Neurochem. 85 (4): 1043—53. PMID 12716436. doi:10.1046/j.1471-4159.2003.01761.x.
- Gerhard DS; Wagner L; Feingold EA;  . (2004). „The status, quality, and expansion of the NIH full-length cDNA project: the Mammalian Gene Collection (MGC).”. Genome Res. 14 (10B): 2121—7. PMC 528928 . PMID 15489334. doi:10.1101/gr.2596504.
- Wan D; Gong Y; Qin W;  . (2004). „Large-scale cDNA transfection screening for genes related to cancer development and progression.”. Proc. Natl. Acad. Sci. U.S.A. 101 (44): 15724—9. PMC 524842 . PMID 15498874. doi:10.1073/pnas.0404089101.
- Cox MA; Gomes B; Palmer K;  . (2005). „The pyrimidinergic P2Y6 receptor mediates a novel release of proinflammatory cytokines and chemokines in monocytic cells stimulated with UDP.”. Biochem. Biophys. Res. Commun. 330 (2): 467—73. PMID 15796906. doi:10.1016/j.bbrc.2005.03.004.
- Khine AA; Del Sorbo L; Vaschetto R;  . (2006). „Human neutrophil peptides induce interleukin-8 production through the P2Y6 signaling pathway.”. Blood. 107 (7): 2936—42. PMID 16322472. doi:10.1182/blood-2005-06-2314.
- Wihlborg AK; Balogh J; Wang L;  . (2006). „Positive inotropic effects by uridine triphosphate (UTP) and uridine diphosphate (UDP) via P2Y2 and P2Y6 receptors on cardiomyocytes and release of UTP in man during myocardial infarction.”. Circ. Res. 98 (7): 970—6. PMID 16543499. doi:10.1161/01.RES.0000217402.73402.cd.
- Dulong S, Bernard K, Ehrenfeld J (2007). „Enhancement of P2Y6-induced Cl- secretion by IL-13 and modulation of SK4 channels activity in human bronchial cells.”. Cell. Physiol. Biochem. 20 (5): 483—94. PMID 17762175. doi:10.1159/000107532.

## Spoljašnje veze
- „P2Y Receptors: P2Y6”. IUPHAR Database of Receptors and Ion Channels. International Union of Basic and Clinical Pharmacology. Архивирано из оригинала 17. 02. 2015. г.